# Masseret
Masseret är en kommun i departementet Corrèze i regionen Nouvelle-Aquitaine i de centrala delarna av Frankrike. Kommunen ligger  i kantonen Uzerche som tillhör arrondissementet Tulle. År 2022 hade Masseret 670 invånare.

## Befolkningsutveckling
Antalet invånare i kommunen Masseret
Referens:INSEE